# Miasta w Islandii
Według danych oficjalnych pochodzących z 2012 roku Islandia posiadała ponad 30 miast o ludności przekraczającej 1 tys. mieszkańców. Stolica kraju Reykjavík jako jedyne miasto liczyło ponad 100 tys. mieszkańców; 2 miasta z ludnością 25–50 tys.; 3 miasta z ludnością 10–25 tys., oraz reszta miast poniżej 10 tys. mieszkańców. 
Na Islandii za miasto uznaje się osadę o zwartej zabudowie, w której mieszka co najmniej 200 osób.

## Największe miasta w Islandii
Największe miasta w Islandii według liczebności mieszkańców (stan na 1.01.2013):
| Lp. | Miasto        | Okręg             | Liczba ludności |
| --- | ------------- | ----------------- | --------------- |
| 1.  | Reykjavík     | Höfuðborgarsvæðið | 118 918         |
| 2.  | Kópavogur     | Höfuðborgarsvæðið | 31 719          |
| 3.  | Hafnarfjörður | Höfuðborgarsvæðið | 26 800          |
| 4.  | Akureyri      | Norðurland eystra | 17 693          |
| 5.  | Keflavík      | Suðurland         | 14 153          |
| 6.  | Garðabær      | Höfuðborgarsvæðið | 11 421          |

## Tabela danych statystycznych miast w Islandii
Kolumny "Powierzchnia", "Wysokość" i "Lokalizacja" zostały zebrane ze stron Wikipedii w różnych wersjach językowych poświęconych poszczególnym miastom.
| L. p. | Miasto                   | Gmina                   | Okręg             | Lokalizacja                 | Powierzchnia (km²) | Ludność | Wysokość (m. n. p. m.) |
| ----- | ------------------------ | ----------------------- | ----------------- | --------------------------- | ------------------ | ------- | ---------------------- |
| 1.    | Akrahreppur              | Akrahreppur             | Norðurland vestra | 65°27′15″N 18°58′30″W       | 1 364              | 194     | 1200-1300              |
| 2.    | Akranes                  | Akraneskaupstaður       | Vesturland        | 64°19′09″N 22°04′47″W       | 9                  | 7 249   |                        |
| 3.    | Akureyri                 | Akraneskaupstaður       | Norðurland eystra | 65°41′N 18°06′W             | 138                | 18 542  |                        |
| 4.    | Álftanes                 | Garðabær                | Höfuðborgarsvæðið | 64°06′26″N 22°00′59″W       | 5                  | 2 586   |                        |
| 5.    | Bifröst (miejscowość)    | Borgarbyggð             | Vesturland        | 64°44′N 21°22′W             |                    | 179     |                        |
| 6.    | Bíldudalur               | Vesturbyggð             | Vestfirðir        | 65°40′59″N 23°37′50″W       |                    | 225     |                        |
| 7.    | Blönduós                 | Blönduósbær             | Norðurland vestra | 65°40′N 20°18′W             | 183                | 821     |                        |
| 8.    | Bolungarvík              | Bolungarvíkurkaupstaður | Vestfirðir        | 66°09′N 23°15′W             | 109                | 924     |                        |
| 9.    | Borgarnes                | Borgarbyggð             | Vesturland        | 64°32′N 21°55′W             |                    | 1 962   |                        |
| 10.   | Breiðdalsvík             | Breiðdalshreppur        | Austurland        | 64°47′48″N 14°00′30″W       |                    | 137     |                        |
| 11.   | Búðardalur               | Dalabyggð               | Vesturland        | 65°06′32″N 21°45′58″W       |                    | 272     |                        |
| 12.   | Dalvík                   | Dalvíkurbyggð           | Norðurland eystra | 65°58′N 18°32′W             |                    | 1 367   |                        |
| 13.   | Djúpavík                 |                         | Vestfirðir        | 65°57′N 21°34′W             |                    |         |                        |
| 14.   | Djúpivogur               | Djúpavogshreppur        | Austurland        | 64°39′N 14°17′W             | 1                  | 357     |                        |
| 15.   | Drangsnes                | Kaldrananeshreppur      | Vestfirðir        | 65°41′N 21°27′W             |                    | 77      |                        |
| 16.   | Egilsstaðir              | Fljótsdalshérað         | Austurland        | 65°17′N 14°23′W             |                    | 2 464   |                        |
| 17.   | Eskifjörður              | Fjarðabyggð             | Austurland        | 65°04′17,48″N 14°00′55,04″W |                    | 1006    |                        |
| 18.   | Eyrarbakki               | Árborg                  | Suðurland         | 63°52′N 21°09′W             |                    | 526     |                        |
| 19.   | Fáskrúðsfjörður          | Fjarðabyggð             | Austurland        | 64°55′46″N 14°00′38″W       |                    | 712     |                        |
| 20.   | Flúðir                   | Hrunamannahreppur       | Suðurland         | 64°08′04″N 20°19′31″W       |                    | 432     | 75                     |
| 21.   | Garðabær                 | Garðabær                | Höfuðborgarsvæðið | 64°05′20″N 21°55′15″W       | 76                 | 16 299  |                        |
| 22.   | Garður                   | Suðurnesjabær           | Suðurnes          | 64°03′55″N 22°38′23″W       | 21                 | 1 595   |                        |
| 23.   | Grindavík                | Grindavíkurbær          | Suðurnes          | 63°50′31″N 22°25′49″W       | 425                | 3 319   |                        |
| 24.   | Grundarfjörður           | Grundarfjarðarbær       | Vesturland        | 64°55′23″N 23°15′37″W       | 148                | 834     |                        |
| 25.   | Hafnarfjörður            | Hafnarfjarðarkaupstaður | Höfuðborgarsvæðið | 64°03′44″N 21°57′46″W       | 143                | 29 799  |                        |
| 26.   | Hella (miasto)           | Rangárþing ytra         | Suðurland         | 63°50′00″N 20°23′40″W       |                    | 861     | 40                     |
| 27.   | Hellissandur             | Snæfellsbær             | Vesturland        | 64°54′56″N 23°52′32″W       |                    | 365     |                        |
| 28.   | Höfn                     | Hornafjörður            | Austurland        | 64°15′N 15°13′W             | 6                  | 1 665   |                        |
| 29.   | Hólar                    | Skagafjörður            | Norðurland vestra | 65°43′55″N 19°06′49″W       |                    | 94      |                        |
| 30.   | Hólmavík                 | Strandabyggð            | Vestfirðir        | 65°43′N 21°41′W             |                    | 320     |                        |
| 31.   | Húsavík                  | Norðurþing              | Norðurland eystra | 66°03′N 17°19′W             |                    | 2 307   |                        |
| 32.   | Hvammstangi              | Húnaþing vestra         | Norðurland vestra | 65°24′N 20°57′W             |                    | 578     |                        |
| 33.   | Hvanneyri                | Borgarbyggð             | Vesturland        | 64°33′43″N 21°45′48″W       |                    | 285     |                        |
| 34.   | Hveragerði               | Hveragerðisbær          | Suðurland         | 63°59′55″N 21°11′15″W       | 9                  | 2 564   | 30-80                  |
| 35.   | Hvolsvöllur              | Rangárþing eystra       | Suðurland         | 63°45′04″N 20°13′45″W       |                    | 931     | 35                     |
| 36.   | Ísafjörður               | Ísafjarðarbær           | Vestfirðir        | 66°04′33″N 23°07′36″W       |                    | 2 625   |                        |
| 37.   | Reykjanesbær             | Reykjanesbær            | Suðurnes          | 64°00′04″N 22°33′07″W       |                    | 8 915   |                        |
| 38.   | Kirkjubæjarklaustur      | Skaftárhreppur          | Suðurland         | 63°47′23″N 18°03′13″W       |                    | 176     | 20                     |
| 39.   | Kleppjárnsreykir         | Borgarbyggð             | Vesturland        | 64°39′22″N 21°24′20″W       |                    | 43      |                        |
| 40.   | Kópasker                 | Norðurþing              | Norðurland eystra | 66°18′N 16°27′W             |                    | 122     |                        |
| 41.   | Kópavogur                | Kópavogsbær,            | Höfuðborgarsvæðið | 64°06′39″N 21°54′20″W       | 80                 | 36 975  |                        |
| 42.   | Laugarás                 | Bláskógabyggð           | Suðurland         | 64°07′01″N 20°29′54″W       |                    | 116     | 65                     |
| 43.   | Mjóifjörður              | Fjarðabyggð             | Austurland        | 65°11′43″N 13°47′32″W       |                    | 35      |                        |
| 44.   | Mosfellsbær              | Mosfellsbær             | Höfuðborgarsvæðið | 64°10′07″N 21°42′41″W       | 185                | 11 463  | 10-120                 |
| 45.   | Neskaupstaður            | Fjarðabyggð             | Austurland        | 65°09′N 13°42′W             |                    | 1 469   |                        |
| 46.   | Njarðvík                 | Reykjanesbær            | Suðurnes          | 63°59′N 22°33′W             |                    | 6 263   |                        |
| 47.   | Ólafsfjörður             | Fjallabyggð             | Norðurland eystra | 66°04′N 18°39′W             |                    | 791     |                        |
| 48.   | Ólafsvík                 | Snæfellsbær             | Vesturland        | 64°53′39″N 23°42′39″W       |                    | 976     |                        |
| 49.   | Patreksfjörður           | Vesturbyggð             | Vestfirðir        | 65°35′43″N 23°59′05″W       |                    | 677     |                        |
| 50.   | Reyðarfjörður            | Fjarðabyggð             | Austurland        | 65°02′N 14°13′W             |                    | 1 270   |                        |
| 51.   | Reykholt (Bláskógabyggð) | Bláskógabyggð           | Suðurland         | 64°10′41″N 20°26′46″W       |                    | 270     | 85                     |
| 52.   | Reykjahlíð               | Skútustaðahreppur       | Norðurland eystra | 65°38′37″N 16°54′31″W       |                    | 300     |                        |
| 53.   | Reykjavík                | Reykjavíkurborg         | Höfuðborgarsvæðið | 64°08′N 21°56′W             | 273                | 128 793 |                        |
| 54.   | Sandgerði                | Suðurnesjabær           | Suðurnes          | 64°03′11″N 22°42′15″W       | 62                 | 1 753   |                        |
| 55.   | Sauðárkrókur             | Skagafjörður            | Norðurland vestra | 65°44′46″N 19°38′22″W       |                    | 3 151   |                        |
| 56.   | Selfoss (miasto)         | Árborg                  | Suðurland         | 63°55′59″N 20°59′49″W       | 2                  | 7 564   |                        |
| 57.   | Seltjarnarnes            | Seltjarnarnesbær        | Höfuðborgarsvæðið | 64°09′20″N 22°00′00″W       | 2                  | 4 660   |                        |
| 58.   | Seyðisfjörður            | Seyðisfjarðarkaupstaður | Austurland        | 65°16′N 13°59′W             | 213                | 663     |                        |
| 59.   | Siglufjörður             | Fjallabyggð             | Norðurland eystra | 66°11′N 18°53′W             | 155                | 1 183   |                        |
| 60.   | Skagaströnd              | Skagaströnd             | Norðurland vestra | 65°49′25″N 20°18′20″W       | 53                 | 477     |                        |
| 61.   | Skálholt                 | Bláskógabyggð           | Suðurland         | 64°07′31″N 20°31′27″W       |                    |         | 85-90                  |
| 62.   | Skógar                   | Rangárþing eystra       | Suðurland         | 63°31′29″N 19°30′25″W       |                    | 25      | 35-40                  |
| 63.   | Stöðvarfjörður           | Fjarðabyggð             | Austurland        | 64°50′N 13°53′W             |                    | 184     |                        |
| 64.   | Stokkseyri               | Árborg                  | Suðurland         | 63°50′08″N 21°03′02″W       |                    | 528     | 0-5                    |
| 65.   | Stykkishólmur            | Stykkishólmsbær         | Vesturland        | 65°04′28″N 22°43′00″W       | 10                 | 1 173   |                        |
| 66.   | Tálknafjörður            | Tálknafjarðarhreppur    | Vestfirðir        | 65°37′36″N 23°49′28″W       |                    | 231     |                        |
| 67.   | Vestmannaeyjar (miasto)  |                         | Suðurland         | 63°26′16,26″N 20°16′02,41″W | 17                 | 4 284   | 0-80                   |
| 68.   | Vík í Mýrdal             | Mýrdalshreppur          | Suðurland         | 63°25′10″N 19°00′35″W       |                    | 402     | 5-40                   |
| 69.   | Vogar                    | Vogar                   | Suðurnes          | 63°58′N 22°22′W             |                    | 1 183   |                        |
| 70.   | Vopnafjörður (miasto)    | Vopnafjarðarhreppur     | Austurland        | 65°45′N 14°51′W             | 1                  | 528     |                        |
| 71.   | Þorlákshöfn              | Ölfus                   | Suðurland         | 63°51′20″N 21°23′00″W       |                    | 1 651   | 0-10                   |

## Alfabetyczna lista miast w Islandii

### Miasta powyżej 1000 mieszkańców
| Miasto        | Ludność (1980) | Ludność (2000) | Ludność (2006) | Okręg             |
| Akranes       | 5200           | 5450           | 5955           | Vesturland        |
| Akureyri      | 13 420         | 15 411         | 16 534         | Norðurland eystra |
| Álftanes      | 480            | 1545           | 2278           | Höfuðborgarsvæðið |
| Borgarnes     | 1619           | 1740           | 1894           | Vesturland        |
| Dalvík        | 1269           | 1480           | 1411           | Norðurland eystra |
| Egilsstaðir   | 1140           | 1600           | 2148           | Austurland        |
| Eskifjörður   | 1043           | 979            | 1068           | Austurland        |
| Garðabær      | 4909           | 8066           | 9529           | Höfuðborgarsvæðið |
| Garður        | 912            | 1218           | 1486           | Suðurnes          |
| Grindavík     | 1929           | 2314           | 2697           | Suðurnes          |
| Hafnarfjörður | 12 205         | 19 688         | 23 674         | Höfuðborgarsvæðið |
| Heimaey       | 4727           | 4527           | 4075           | Suðurland         |
| Höfn          | 1455           | 1769           | 1673           | Austurland        |
| Húsavík       | 2414           | 2423           | 2296           | Norðurland eystra |
| Hveragerði    | 1254           | 1816           | 2189           | Suðurland         |
| Ísafjörður    | 3352           | 2781           | 2742           | Vestfirðir        |
| Keflavík      | 6622           | 7862           | 8155           | Suðurland         |
| Kópavogur     | 13 819         | 23 647         | 27 536         | Höfuðborgarsvæðið |
| Mosfellsbær   | 2753           | 5891           | 7303           | Höfuðborgarsvæðið |
| Neskaupstaður | 1683           | 1.409          | 1400           | Austurland        |
| Njarðvík      | 2008           | 2.877          | 3639           | Suðurnes          |
| Reyðarfjörður |                | 632            | 2238           | Austurland        |
| Reykjavík     | 83 766         | 110 852        | 115 420        | Höfuðborgarsvæðið |
| Sandgerði     | 1124           | 1359           | 1663           | Suðurnes          |
| Sauðárkrókur  | 2188           | 2605           | 2606           | Sauðárkrókur      |
| Selfoss       | 3409           | 4648           | 5997           | Suðurland         |
| Seltjarnarnes | 3100           | 4673           | 4467           | Höfuðborgarsvæðið |
| Siglufjörður  | 2003           | 1556           | 1341           | Norðurland eystra |
| Stykkishólmur | 1205           | 1228           | 1149           | Vesturland        |
| Þorlákshöfn   | 1010           | 1326           | 1484           | Suðurland         |
| Vogar         |                |                | 1008           | Suðurnes          |

### Miasta poniżej 1000 mieszkańców
- Akrahreppur
- Arnarneshreppur
- Bifröst
- Bíldudalur
- Blönduós
- Bolungarvík
- Breiðdalsvík
- Búðardalur
- Djúpivogur
- Djúpavík
- Drangsnes
- Eyrarbakki
- Fáskrúðsfjörður
- Flúðir
- Grundarfjörður
- Hella
- Hellissandur
- Hólar
- Hólmavík
- Hvammstangi
- Hvolsvöllur
- Hvanneyri
- Kirkjubæjarklaustur
- Kleppjárnsreykir
- Kópasker
- Mjóifjörður
- Laugarás
- Ólafsfjörður
- Ólafsvík
- Patreksfjörður
- Reykholt
- Reykjahlíð
- Seyðisfjörður
- Skagaströnd
- Skálholt
- Skógar
- Stokkseyri
- Stöðvarfjörður
- Tálknafjörður
- Vík í Mýrdal
- Vopnafjörður